# Saquon Barkley
Saquon Barkley (* 9. Februar 1997 in der Bronx, Bundesstaat New York) ist ein US-amerikanischer American-Football-Spieler auf der Position des Runningbacks. Er spielt für die Philadelphia Eagles in der National Football League (NFL). Zuvor stand Barkley sechs Jahre lang bei den New York Giants unter Vertrag, die ihn im NFL Draft 2018 an zweiter Stelle ausgewählt hatten.

## College

### Penn State (2015–2017)
Saquon Barkley spielte drei Jahre lang als Runningback an der Pennsylvania State University für die Penn State Nittany Lions. Seinen Durchbruch schaffte Barkley bei den „Nittany Lions“ in seiner zweiten Saison. Er erlief 1.496 Yards und erzielte insgesamt 22 Touchdowns, davon 4 durch die Luft. In seiner letzten Saison am College, 2017, konnte er seine überragenden Leistungen mit 1.271 Yards und 21 Touchdowns bestätigen. Auch wenn er einen Touchdown weniger fing, konnte Barkley seine gefangenen Yards von 402 auf 632 Yards deutlich steigern. Für seine Leistungen in den letzten beiden Jahre bei Penn State wurde Barkley jeweils als Big Ten Offensive Player of the Year ausgezeichnet. Außerdem wurde er 2017 zum Consensus All-American gewählt.

### College-Statistiken
| Jahr                              | Team   | Spiele | Läufe | Yards | Avg. Yards | TD (Lauf) | TD (Pass) | Yards (Pass) |
| --------------------------------- | ------ | ------ | ----- | ----- | ---------- | --------- | --------- | ------------ |
| 2015                              | PS     | 11     | 182   | 1.076 | 5,9        | 7         | 1         | 161          |
| 2016                              | PS     | 14     | 272   | 1.496 | 5,5        | 18        | 4         | 402          |
| 2017                              | PS     | 13     | 217   | 1.271 | 5,9        | 18        | 3         | 632          |
| Gesamt                            | Gesamt | 38     | 671   | 3.843 | 5,7        | 43        | 8         | 1.195        |
| Quelle: College-Statistik Barkley |        |        |       |       |            |           |           |              |

## NFL

### Draft
Saquon Barkley wurde beim NFL Draft 2018 in der ersten Runde an 2. Stelle von den New York Giants gedraftet. Damit war er, wie von den allermeisten Experten prognostiziert, der erste Runningback, der 2018 gedraftet wurde. Für einige Experten galt Barkley auch als möglicher First Overall Pick, die Cleveland Browns entschieden sich aber letztendlich, mit Baker Mayfield einen Quarterback an 1. Stelle zu wählen.

### New York Giants
Barkley unterschrieb bei den Giants einen Vierjahresvertrag über 31,2 Millionen US-Dollar. Barkley feierte in der ersten Woche der Saison 2018 sein Profidebüt gegen die Jacksonville Jaguars, er konnte auf Anhieb einen 68-Yards-Touchdown erzielen und über 100 Yards für sein Team erlaufen, trotzdem verloren die Giants das Spiel knapp. In Woche 3 gegen die Texans konnte Barkley mit den Giants seinen ersten Sieg in der NFL feiern, er steuerte 82 Yards durch den Lauf und einen Touchdown zum Teamerfolg bei. In Woche 5 gegen die Panthers konnte er seinen ersten Touchdown fangen, insgesamt fing er in diesem Spiel 4 Pässe für 81 Yards und 2 Touchdowns. Bei der deutlichen Niederlage in der 6. Woche gegen den amtierenden Super Bowl Sieger, die Philadelphia Eagles, hatte Barkley sein bis dahin individuell bestes Spiel. In nur 13 Läufen erlief er 130 Yards, darunter ein 50-Yards-Touchdown, außerdem fing er 9 Pässe für 99 Yards.
Nach der Saison wurde Barkley zum Pepsi NFL Rookie of the Year gewählt. Außerdem gewann er den von der Associated Press verliehenen NFL Offensive Rookie of the Year Award.

### Philadelphia Eagles
Im März 2024 unterschrieb Barkley einen Dreijahresvertrag im Wert von 37,75 Millionen US-Dollar bei den Philadelphia Eagles, einem Divisionskonkurrenten der Giants. Nachdem er bereits in Woche 9 beim 28:33-Erfolg über die Jacksonville Jaguars durch einen spektakulären Rückwärts-Hürdensprung über einen Abwehrspieler hinweg von sich reden machen konnte, stellte er in  Woche 12 beim Sieg über die LA Rams mit 255 im Laufspiel erzielten Yards einen neuen Franchise-Rekord in der Geschichte der Eagles auf, denen er weitere 47 Yards durch gefangene Pässe hinzufügen konnte. Einen neuen NFL-Rekord erreichte Barkley, indem er – inklusive der Play-offs – als erster Spieler überhaupt über 2500 Rushing Yards (2504) erzielen konnte. Damit brach er den Rekord von Terrell Davis von 1998. Mit seinen 499 erlaufenen Yards bei 91 Läufen (5,5 pro Lauf) mit 5  Lauf-Touchdowns stellte er einen neuen Postseason-Rekord für die Eagles auf und hatte damit entscheidenden Anteil am Gewinn von Super Bowl LIX am 9. Februar 2025. In der Regular Season lief Barkley für 2005 Yards und erzielte insgesamt 15 Touchdowns. Bei der Wahl zum Most Valuable Player (MVP) wurde er Dritter; zudem gewann er die Wahl zum NFL Offensive Player of the Year.

### NFL-Statistiken
| Legende | Legende             |
| ------- | ------------------- |
| Fett    | Liga-Saisonbestwert |

| Saison                             | Team             | Spiele | Spiele      | Laufspiel | Laufspiel | Laufspiel | Laufspiel | Laufspiel | Passspiel | Passspiel | Passspiel | Passspiel | Passspiel | Fumbles | Fumbles |
| Saison                             | Team             | Gesamt | als Starter | Versuche  | Yards     | ⌀         | Längster  | TD        | Passfänge | Yards     | ⌀         | Längster  | TD        | Fum     | Lost    |
| ---------------------------------- | ---------------- | ------ | ----------- | --------- | --------- | --------- | --------- | --------- | --------- | --------- | --------- | --------- | --------- | ------- | ------- |
| 2018                               | Giants           | 16     | 16          | 261       | 1307      | 5,0       | 78        | 11        | 91        | 721       | 7,9       | 57        | 4         | 0       | 0       |
| 2019                               | Giants           | 13     | 13          | 217       | 1003      | 4,6       | 68        | 6         | 52        | 438       | 8,4       | 65        | 2         | 1       | 0       |
| 2020                               | Giants           | 2      | 2           | 19        | 34        | 1,8       | 18        | 0         | 6         | 60        | 10,0      | 38        | 0         | 0       | 0       |
| 2021                               | Giants           | 13     | 13          | 162       | 593       | 3,7       | 41        | 2         | 41        | 263       | 6,4       | 54        | 2         | 2       | 1       |
| 2022                               | Giants           | 16     | 16          | 295       | 1312      | 4,4       | 68        | 10        | 57        | 338       | 5,9       | 41        | 0         | 1       | 0       |
| 2023                               | Giants           | 14     | 14          | 247       | 962       | 3,9       | 36        | 6         | 41        | 280       | 6,8       | 46        | 4         | 2       | 2       |
| 2024                               | Eagles           | 16     | 16          | 345       | 2005      | 5,8       | 72        | 13        | 33        | 278       | 8,4       | 43        | 2         | 2       | 1       |
| Gesamte Karriere                   | Gesamte Karriere | 90     | 90          | 1546      | 7216      | 4,7       | 78        | 48        | 321       | 2378      | 7,4       | 65        | 14        | 8       | 4       |
| Quelle: pro-football-reference.com |                  |        |             |           |           |           |           |           |           |           |           |           |           |         |         |